# Pin-up (fumetto)
Pin-up è una serie a fumetti francese scritta da Yann le Pennetier e disegnata da Berthet. Il fumetto è incentrato sulle avventure della pin-up Dottie, che a partire dagli anni quaranta vive in un'America contrassegnata dalle guerre a cui ha partecipato (la seconda guerra mondiale, la guerra del Vietnam) e dai fenomeni che ne hanno la mutato vita sociale (la guerra fredda, il gioco d'azzardo a Las Vegas, la rivoluzione sessuale attraverso il movimento hippy e la rivista Playboy).
Pin-up è stato pubblicato in italiano dalla Eura Editoriale, inizialmente sulla rivista Skorpio e in seguito ristampato nella collana Euramaster.

## Volumi pubblicati
1. Remember Pearl Harbor
2. Poison Ivy
3. Flying Dottie
4. Blackbird
5. Colonel Abel
6. Gladys
7. Las Vegas
8. Big Bunny
9. Venin